# Santiago Challenger 2
Il Santiago Challenger 2, noto anche come Movistar Open by Cachantun per motivi di sponsorizzazione, è stato un torneo professionistico di tennis giocato sulla terra rossa e faceva parte dell'ATP Challenger Tour. Si disputava annualmente dal 2015 al 2017 al Club de Polo y Equitación San Cristóbal di Vitacura, comune della regione Metropolitana di Santiago del Cile.
Le tre edizioni si sono disputate in ottobre o in novembre, a differenza del Santiago Challenger che si è tenuto in quelle stagioni sempre a Vitacura, ma in marzo al Club Manquehue.

## Albo d'oro

### Singolare
| Anno | Campione               | Finalista              | Punteggio     |
| ---- | ---------------------- | ---------------------- | ------------- |
| 2017 | Nicolás Jarry          | Marcelo Arévalo        | 6–1, 7–5      |
| 2016 | Máximo González        | Rogério Dutra da Silva | 6–2, 7–6(5)   |
| 2015 | Rogério Dutra da Silva | Horacio Zeballos       | 7–5, 3–6, 7–5 |

### Doppio
| Anno | Campioni                          | Finalisti                             | Punteggio        |
| ---- | --------------------------------- | ------------------------------------- | ---------------- |
| 2017 | Franco Agamenone Facundo Argüello | Máximo González Nicolás Jarry         | 6–4, 3–6, [10–6] |
| 2016 | Julio Peralta Horacio Zeballos    | Sergio Galdós Máximo González         | 6–3, 6–4         |
| 2015 | Guillermo Durán Máximo González   | Andrej Martin Hans Podlipnik-Castillo | 7–6(6), 7–5      |